# Aida Garifullina
Aida Emilevna Garifullina (Kazanj, 30. rujna 1987.), ruska sopranistica tatarskog podrijetla i članica Marijinskog teatra. Pobjednica je međunarodnog opernog natjecanja »Operalia« 2013. godine.
Pjevala je na svečanosti otvorenja Univerzijade u rodnom Kazanju 2013. i Svjetskog prvenstva u nogometu u Rusiji 2018. na moskovskom Crvenom trgu.
Pjevala je i u Bečkoj državnoj operi te ostvarila suradnje s Joséom Carrerasom i Plácidom Domingom. Za postignuća u opernom pjevanju Predsjednik Tatarstana odlikovao ju je odličjem Narodnog umjetnika Tatarstana.